# Spaltmaß

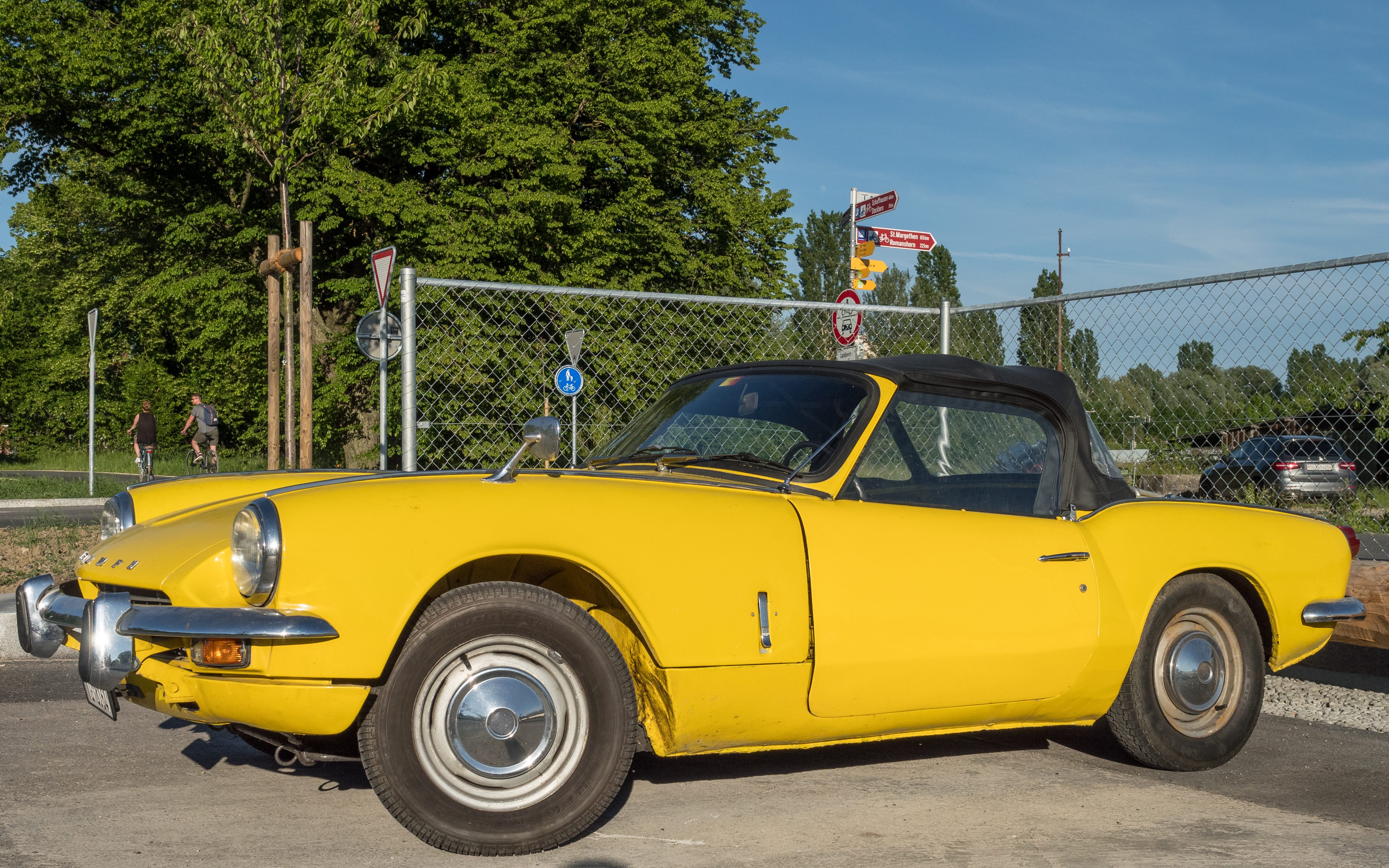
Großes Spaltmaß an der Tür eines Triumph Spitfire

Das Spaltmaß ist der Abstand zwischen zwei benachbarten Bauteilen. Er ist unter anderem im Maschinen- oder Karosseriebau von Bedeutung.
Im Karosseriebau gelten geringe Spaltmaße an Türen oder Haubendeckeln als Qualitätsmerkmal sowie als Faktor für einen geringen Luftwiderstandsbeiwert. Auch die Fahrtwindgeräusche nehmen bei geringen Spaltmaßen ab. Ein Automobilhersteller kann sie nur realisieren, wenn die Karosserieteile mit hinreichend geringer Fertigungstoleranz hergestellt werden und die Gesamtkonstruktion hinreichend verwindungssteif ist.
Das Spaltmaß kann mit einem Messschieber oder einer Fühlerlehre ermittelt werden.